# Odessa (Texas)
Odessa település az Amerikai Egyesült Államok Texas államában, Ector megyében, melynek megyeszékhelye is. Lakosainak száma 114 428 fő (2020. április 1.).

## Népesség
A település népességének változása:

| 2010 | 99 940  |
| 2020 | 114 428 |